# India (Hauskatze)

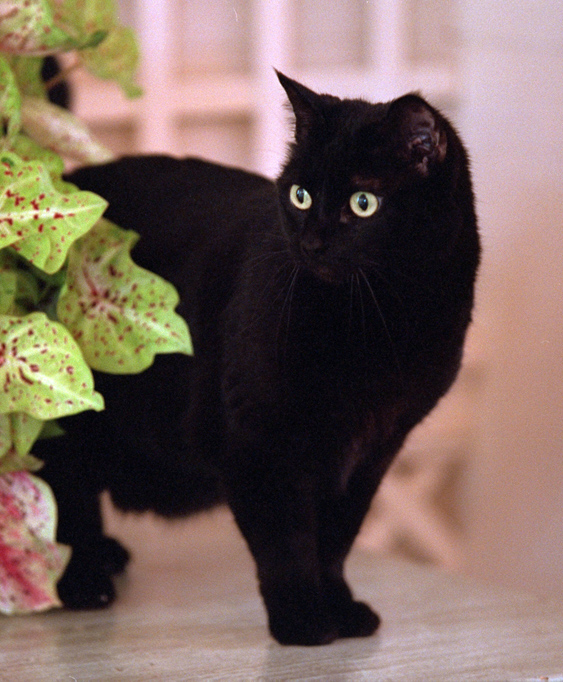
India

India „Willie“ Bush (geboren am 13. Juli 1990; gestorben am 4. Januar 2009 im Weißen Haus) war eine weibliche Hauskatze, die George W. Bush und seiner Frau Laura Bush gehörte. Die schwarze American-Shorthair-Katze lebte fast zwei Jahrzehnte bei der Bush-Familie. Sie erhielt den Titel „First Feline“ in Anspielung auf ähnliche Bezeichnungen wie First Lady für die Frau des US-Präsidenten.

## Leben
India kam zwischen 1991 und 1992 als Jungkatze in den Haushalt der Familie Bush, primär für die Zwillingstöchter Barbara und Jenna Bush. Sie verblieb bei Laura und George W. Bush, als die Kinder zum College gingen. Als George W. Bush zum 43. Präsident der Vereinigten Staaten ernannt wurde, zog die Katze mit ihm und Laura Bush vom Texas Governor’s Mansion ins Weiße Haus.
2004 kam es in Indien zu Protesten wegen des Namens der Katze, der als Verballhornung des Landes missverstanden wurde. Im Juli 2004 wurde im Rahmen einer Demonstration in Thiruvananthapuram ein Bild von George W. Bush verbrannt. Die Bushs weigerten sich, den Namen zu ändern, veröffentlichten aber eine Pressemitteilung, in der erklärt wurde, der Name sei als Tribut an den Baseball-Spieler Rubén Sierra gewählt, dessen Spitzname „El Indio“ war. Dieser spielte bei den Texas Rangers, als George W. Bush das Team besaß. Tatsächlich wurde der Name von Barbara Bush vergeben. Ein bekannter Spitzname, unter dem die weibliche Hauskatze ebenfalls bekannt wurde, war „Willie“.
Traditionell sind die Tiere von US-Präsidenten häufig Gegenstand von Medienberichten. India hatte außerdem ein offizielles Profil auf der Seite des Weißen Hauses. Ihr dort angegebener Lieblingsort war die Bücherei, ihr angebliches Lieblingsbuch war das Kinderbuch If You Take a Mouse to the Movies von Laura Numeroff und Felicia Bond, ein Buch, das Laura Bush traditionell in den Ferien für junge Besucher im Weißen Haus vorlas. Im Vordergrund der Berichterstattung blieben aber die beiden Scottish Terrier Barney und Miss Beazley. India war allerdings in verschiedenen „Barneycam“-Videos des Weißen Hauses zu sehen, die meist an Weihnachten ausgestrahlt wurden. 2008 war India außerdem in einer Ausgabe des Architectural Digest zu sehen.
India verstarb am 4. Januar 2009 im Alter von 18 Jahren. Die Familie ließ über Laura Bushs Pressesprecherin Sally McDonough einen Nachruf veröffentlichen. In diesem zeigte sich die Familie sehr betroffen vom Tod ihrer langjährigen Hauskatze.